# Аеропорт Гатвік (станція)
51°09′23″ пн. ш. 0°09′39″ зх. д. / 51.15639° пн. ш. 0.16083° зх. д.
Аеропорт Гатвік - залізнична станція аеропорту Лондон-Гатвік, яка забезпечує пряме залізничне сполучення з Лондоном за 43 км. Платформа станції розташована приблизно за 70 м на схід від Південного терміналу аеропорту. Обслуговують потяги Гатвік-Експрес, Саутен, Thameslink та Great Western Railway. 
За пасажирообігом з квітня 2010 р. по березень 2011 р. станція аеропорт Гатвік була десятою найзавантаженішею залізничною станцією за межами Лондона..
Станцію відкрито в 1891. Перебудовано та відкрито для обслуговування аеропорту 27 травня 1958.  
Станція має 7 колій та 4 платформи (3 острівні та 1 берегову)

## Послуги
Найшвидше дістатися Лондона можна на Гатвік-Експрес.  Час в дорозі - 30 хвилин. Потяги курсують з інтервалом в 15 хвилин з 5:50 до 00:35 щодня. Квитки можна купити онлайн, на залізничній станції, або в самому поїзді. Вартість квитка в один кінець, придбаного заздалегідь - £ 17,75, в обидва кінця - £ 31,05.
Крім Gatwick Express в аеропорт і назад ходять прямі поїзди до станції Лондон-Вікторія та інших станцій Лондона, час в дорозі всього на 5-10 хвилин довше, а вартість - від £ 10.90. Відправляються що 20 хвилин, а вночі - раз на годину.
Також на поїзді можна дістатися і до інших прилеглих до аеропорту міст. В аеропорт приходять потяги з Брайтона, Бредфорда, Сент-Панкрас, Істборна, Портсмута, Саутгемптона та інших пунктів.
| Попередня станція       | Перевізник             | Перевізник                             | Перевізник | Наступна станція             |
| ----------------------- | ---------------------- | -------------------------------------- | ---------- | ---------------------------- |
| Лондон-Вікторія         |                        | Southern Gatwick Express               |            | Кінцева або Брайтон          |
| Іст-Кройдон або Редгілл |                        | Thameslink                             |            | Трі-бріджес                  |
| Горлі                   |                        | Southern Arun Valley Line              |            | Трі-бріджес                  |
| Горлі або Редгілл       |                        | Southern Mainline West                 |            | Трі-бріджес                  |
| Іст-Кройдон             |                        | Southern Mainline West                 |            | Гейвордс-Гіт                 |
| Іст-Кройдон             | Southern Mainline East |                                        |            | Гейвордс-Гіт                 |
| Іст-Кройдон             |                        | Southern Brighton main line            |            | Трі-бріджес або Бургесс-гілл |
| Редгілл                 |                        | Great Western Railway North Downs Line |            | Кінцева                      |